# Переверзин, Александр Валерьевич
Александр Валерьевич Переверзин — российский поэт, редактор, издатель.

## Биография
Родился в 1974 году в городе Рошаль Московской области. Окончил Московскую государственную академию химического машиностроения (1997) и сценарный факультет ВГИК (2006), заочно учился в Литературном институте им. А. М. Горького. Стихи опубликованы в журналах «Арион», «Новый мир», «Знамя», «Октябрь», «Новый Берег», «Современная поэзия», альманахах «День поэзии», «Новые писатели», «Литературной газете» и других изданиях. Член редколлегии альманаха «Алконостъ», редакционного совета журнала «Prosōdia». С 2004 по 2022 годы – главный редактор издательства «Воймега». С 2023 года – главный редактор литературно-художественного журнала «Пироскаф». Член Союза писателей Москвы. Живет в городе Люберцы.

## Отзывы
Родовая память живёт в языке, её хранит традиционная культура, поэтические формы которой угасают. Поэт, чуткий к слову и к жизни, интуитивно улавливает древние представления, переносит их в форму современной лирики. Эти представления в свою очередь насыщают авторские строки культурной значимостью и поэтической силой.
— Лета Югай. Поэт. Литературный критик. Евразийский журнальный портал.

В чем секрет столь зримой, столь — не побоюсь повтора — кинематографической поэзии Александра Переверзина? Внешне секретов никаких, наоборот, нет. Ни метафорами этот поэт не злоупотребляет, ни образность собственную не вырабатывает… Как акын: что видит, о том и поет на одной, двух нотах. Как Антанас Суткус: что видит, то и снимает в два цвета: черный, белый и бесконечность полутеней на их стыке. Черно-белые, но вместившие в двух основных красках бесконечность реальности и богатые возможности для ощущения метареальности стихи Александра Переверзина.
— Елена Сафронова. Прозаик. Литературный критик. Рецензия в журнале ЗИНЗИВЕР  № 1 (21), 2011

## Премии и награды
- Лауреат премии «Венец» (2019).
- Лауреат поэтической премии «Московский счёт» (за лучшую дебютную книгу 2009 года).
- Лауреат Международной Волошинской премии (2010)[4].
- Лауреат Байкальского фестиваля поэзии (Иркутск, 2010).
- Стипендиат Министерства культуры Российской Федерации по программе Молодые таланты России (2005).

## Интервью, рецензии, прочее
- Интервью журналу «Интерпоэзия»[5]
- Страница на сайте Журнальный зал[6]
- Страница на сайте «Новая карта русской литературы»[7]
- Страница на сайте «Литературное радио»[8]
- Интервью на сайте ПОЛИТ.РУ[9]